# Valéria Gyenge
Valéria Gyenge (hongarès: Gyenge Valéria)  (Budapest, 3 d'abril de 1933) és una nedadora hongaresa, ja retirada, especialista en estil lliure, que va competir durant les dècades de 1940 i 1950.
El 1952 va prendre part en els Jocs Olímpics d'Estiu de Hèlsinki, on va guanyar la medalla d'or en els 400 metres lliures del programa de natació. Quatre anys més tard, als Jocs de Melbourne, va disputar tres proves del programa de natació. Destaca una setena posició en la prova dels 4x100 metres lliures i una vuitena en els 400 metres lliures.
En el seu palmarès també destaquen una medalla d'or i una de plata al Campionat d'Europa de natació de 1954, en els 4x100 i 400 i metres lliures respectivament, dues medalles d'or a les Universíades i disset campionats nacionals. Va establir vint-i-tres rècords nacionals i tres del món.
En finalitzar els Jocs de Melbourne emigrà al Canadà on acabà sent una reconeguda fotògrafa, amb diferents llibres publicats i exposicions arreu del planeta. El 1978 fou incorporada a l'International Swimming Hall of Fame.